# تاریخ سیاسی ساسانیان
تاریخ سیاسی ساسانیان کتابی از عبدالحسین زرین‌کوب و روزبه زرین‌کوب است. این کتاب چهارمین جلد از مجموعه کتاب‌های تاریخ ایران باستان است که از سوی سازمان سمت منتشر می‌شود.

## نقد
غلامرضا برهمند نقد مفصلی بر این کتاب نوشته‌است.